# Параміксовіруси
Параміксовіруси (Paramyxoviridae)– родина РНК-вмісних вірусів.

## Загальні відомості
Представники цієї групи характеризуються вираженою гемолітичною активністю, а також здатністю утворювати синцитій у культурах клітин та еозинофільні цитоплазматичні включення. Родина включає парагрипозні віруси, вірус епідемічного паротиту, вірус кору, вірус хвороби Ньюкаслу тощо.

## Будова
Віруси мають сферичну форму та діаметр від 100 до 300 нм, іноді зустрічаються гігантські поліплоїдні частинки до 800 нм у діаметрі. Молекулярна маса віріонів 500—700 мегадальтон, коефіцієнт седиментації 1000S, плавуча густина 1,19 г/см³. У поліплоїдних віріонів маса, густина та коефіцієнт седиментації більше. Внутрішній компонент представлений нуклеокапсидом, який має спіральну симетрію. Його довжина до 1 мкм, діаметр 12-18 нм. Крок спіралі нуклеокапсиду 5-7 нм, на кожному виткі спіралі знаходиться 11-13 субодиниць утворених нуклеокапсидним білком (NP). Загалом у нуклеокапсиді міститься 2400—2800 субодиниць білку. Нуклеокапсид оточений ліпопротеїдною оболонкою, яка має ворсинки, утворені глікопротеїдами вірусу.

## Фізико-хімічні та фізичні властивості
Молекулярна маса віріонів 500*106 , коефіцієнт седиментації 1000S.

Плавуча щільність в сахарозі 1,18-1,2 г/см³ , в хлориді цезію 1,24 г/см³. Коефіцієнт седиментації нуклеокапсида 200S, плавуча щільність в хлориді цезію 1,31 г/см³

Параміксовіруси відносять до найменш стійких вірусів. Вони чутливі до ефіру і детергентам, прогріванню, швидко інактивуються при температурі 50 °С, чутливі до трипсину та до фосфоліпази. У замороженому вигляді при 60°С довго зберігають інфекційну активність.

## Геном та антигени
Геном представлений одноланцюговою (-)РНК. Її молекулярна маса становить 5,2 • 106—5,6 • 106 (15 kb).
Реплікація цитоплазматична:
1. Вірус прикріплюється до клітини хазяїна завдяки поверхневим рецепторам HN, H чи G глікопротеїнів.
2. Зливається з плазматичною мембраною; рибонуклеокапсид входить до цитоплазми.
3. Послідовна транскрипція, з вірусними мРНК відбувається кеппінг і поліаденілювання в цитоплазмі.
4. Ймовірно реплікація відбувається тоді, коли достатньо нуклеопротеїда присутнього в енкапсиді новосинтезованого антигеному і геному.
5. Рибонуклеокапсид взаємодіє з матрицею білка в плазматичній мембрані й віріон відбруньковується.

Нуклеїнова кислота тісно пов'язана з білками (білок NP та ферменти, які беруть участь у ситнтезі РНК). Для РНК даної групи вірусів характерний високий вміст уридину та низький аденіну. Параміксовіруси містять два видоспецифічні антигени — внутрішній S-антиген (нуклеопротеїн) та зовнішній Y-антиген (глікопротеїни ворсинок оболонки). Y-антиген містить два самостійні антигенні компоненти: один із них є гемаглютиніном (Н-антиген), інший — нейрамінідазою (N-антиген). Загальний антиген для родини вірусів відсутній.

## Склад
Віріон містить РНК, білки, ліпіди і вуглеводи. РНК складає 0,5-3 % від сухої маси віріона. У віріонах містяться 5-7 білків, що складають 20-25 % від сухої маси. Ліпіди складають 20-25 %, вони знаходяться в складі ліпопротеїнової оболонки. Вуглеводи складають приблизно 6 %, знаходяться в складі глікопротеїнів.
РНК тісно зв'язана з білком NP. Крім білка NP з РНК асоційовані два інші білки. Один з них є РНК-полімеразою, що являє собою самий високомолекулярний L-білок. Інший, Р-білок також бере участь в синтезі РНК і скоріш за все є субодиницею РНК-полімерази.
Інші 3 білки зв'язані з ліпопротеїновою оболонкою. Два з них є глікопротеїнами. Це білок якому властиві функції гемаглютиніна і нейрамінідази і білок злиття F-білок.
F-білок синтезується у вигляді білка попередника F0, який нарізається в клітині на білки F1 та F2. N-кінець білка F1, що утворюється при нарізанні білка попередника F0 має послідовність з 10-15 незаряджених амінокислот. Ця гідрофобна послідовність обумовлює злиття вірусної та клітинної мембрани при проникненні вірусу в клітину. F-білок здатен викликати злиття мембран при нейтральних значеннях pH.
З внутрішнього боку в ліпопротеїнову мембрану вбудований мембранний чи матриксний білок, який стабілізує вірусну частинку і є медіатором збірки.
Що да ферментів то в складі вірусу знаходиться РНК-полімераза (транскриптаза) і два ферменту, ща модифікують кінці транскриптів мРНК: метилтрансфераза і поліаденілтрансфераза. Також присутні ферменти нейрамідаза і протеїнкіназа.
Вірус має один чи два поверхневих антигени та внутрішній антиген, що представлений білком нуклеокапсида. У віріонах немає внутрішнього антигенна єдиного для всієї родини чи роду.

## Біологічні властивості
Господарі: хребетні, в основному ссавці.
Механізм передачі інфекції: повітряно-крапельний. Рецепторами для вірусів цієї родини є сіалоглікопротеїни (вірус Сендай, SeV), гепарансульфат (респіраторно-синцитіальний вірус, HRSV), CD46 і SLAM 150 (кір, MeV).
Параміксовіруси (ПМВ) викликають більш важкі і найбільш поширені хвороби людини і тварин, ніж представники інших родин вірусів. До числа найбільш небезпечних хвороб, збудниками яких є пароміксовіруси, слід віднести кір, паротит, чуму ВРХ, чуму м'ясоїдних. Однак ці хвороби викликаються тільки частиною родин вірусів. Патогенний потенціал ПМВ проявляється головним чином в патології органів дихання. Наприклад, віруси парагрипу і респіраторно-сінцитіальний вірус викликають широко розповсюджену патологію респіраторного тракту новонароджених.
Спочатку відбувається ураження епітелію дихальних шляхів, потім вірус або там і розмножується (HRSV), або поширюється в лімфоїдну і ендотеліальну (MeV), в ЦНС і паротидні гланди (свинка, MuV). Переважно після перенесення формується стійкий імунітет (MeV, MuV).

## Репродукція
Адсорбція вірусної частинки на клітині відбувається за рахунок взаємодії глікопротеїду вірусу (HN) зі специфічними рецепторами клітини (глікопротеїдами чи гангліозидами). Вірус потрапляє до цитоплазми шляхом злиття вірусної мембрани з плазматичною мембраною клітини або стінкою ендоцитарної вакуолі. Репродукція відбувається у цитоплазмі клітини. Формування нуклеокапсиду здійснюється за рахунок специфічного впізнавання білками певних ділянок на молекулі геному та білок-білкового впізнавання, внаслідок цього проходить самозбирання вірусної частинки. Після цього нуклеокапсид підходить до ділянок цитоплазматичної мембрани, у які з зовнішнього боку вже вбудовані глікопротеїди, а з внутрішнього — М-білок. Оточений такими ділянками нуклеокапсид формує вірусну частинку шляхом відбруньковування від клітини.

## Лабораторна діагностика
Вірус виділяють з відповідного матеріалу (слина, сеча, кров, змиви слизових оболонок тощо) та вирощують у культурі клітин різного походження. Ідентифікацію вірусу проводять по характеру цитопатичної дії в культурах клітин та в різних серологічних реакціях: реакція зв'язування комплементу, реакція нейтралізації, реакція гальмування гемаглютинації. Крім того для визначення вірусного антигену у досліджуваному матеріалі при захворюванні на кір, парагрип використовують імунофлуоресцентний метод.

## Профілактика та лікування
Лікування кору: При неускладненому перебігу захворювання дітей лікують вдома, дорослих звичайно госпіталізують. Застосовують вітамінотерапію, при приєднанні ускладнень — антибіотики. Ослабленим хворим вводять протикіровий імуноглобулін.
Лікування проти самого висипу немає. Спочатку тіло має покритись висипом повністю (стати однорідною червоною плямою), тоді висип проходитиме. В жодному разі не слід розчісувати висип, щоб не утворились рани. Не можна простуджуватись чи переохолоджуватись під час висипу! Рекомендовано залишатись у ліжку декілька днів, доки не зійде висипка.
Не мочити та не розтирати висип!
Профілактика кору: Проводиться своєчасне виявлення і ізоляція хворих. Дезинфекція проводять осередковану і заключну. Основним засобом профілактики є протикорова вакцина MMR, що забезпечує захист від захворювання
Лікування епідемічного паротиту: Хворих ізолюють на дому, при тяжкому перебігу або ускладненнях — госпіталізують та призначають постільний режим на 8-10 днів. На уражені привушні залози застосовують сухе тепло. Необхідна молочно-рослинна дієта. Медикаментозна терапія призначається для лікування відповідних ускладнень (орхіту, серозного менінгіту, панкреатиту). Профілактика епідемічного паротиту: Ізоляція хворих на строк не менше 9 днів. У дитячих закладах, де були випадки епідемічного паротиту, встановлюється карантин на 21 день.
Лікування чуми ВРХ: Хворих тварин забивають, трупи спалюють.
Профілактика чуми ВРХ: Охорона території країни від заносу інфекції. При виникненні захворювання накладають карантин. Хворих забивають, трупи спалюють. Гній спалюють. У загрозливій зоні проводять щеплення. Карантин знімають через 21 день після проведення комплексу заключних ветеринарно-санітарних заходів.

## Класифікація
- Підродина Paramyxovirinae
  - Рід Avulavirus (типовий вид вірус хвороби Ньюкасла);
  - Рід Ferlavirus;
  - Рід Henipavirus (типовий вид Hendravirus; також включає Nipahvirus та вірус Лан'я);
  - Рід Morbillivirus (типовий вид вірус кору);
  - Рід Respirovirus (типовий вид  Sendai virus; також включає вірус парагрипу людини 1 та 3);
  - Рід Rubulavirus (типовий вид вірус епідемічного паротиту; також включає вірус парагрипу людини 2 та 4, та ін.);
  - Рід TPMV-подібні віруси (типовий вид Tupaia paramyxovirus);
  - Вид Beilong virus
- Підродина Pneumovirinae
  - Рід Pneumovirus (типовий вид респіраторний синцитіальний вірус;
  - Рід Metapneumovirus (типовий вид Avian pneumovirus, Human metapneumovirus);
- Некласифіковані віруси
  - Параміксовірус атлантичного лосося;
  - J вірус;
  - Параміксовірус тихоокеанського лосося;
  - Salem virus;
  - Sunshine virus;
  - Tailam virus;